# 南安岐村
南安岐村（みなみあきむら）は、大分県東国東郡にあった村。現在の国東市の一部にあたる。

## 地理
国東半島の東部、安岐川支流・荒木川流域の丘陵地に位置していた。

## 歴史
- 1889年（明治22年）4月1日、町村制の施行により、東国東郡西本村、下山口村、山口村、大添村が合併して村制施行し、南安岐村が発足[1][2]。旧村名を継承した西本、下山口、山口、大添の4大字を編成[2]。
- 1954年（昭和29年）3月31日、東国東郡安岐町、西安岐町、西武蔵村、朝来村、奈狩江村（一部）と合併し安岐町が存続して廃止された[1][2]。

## 産業
- 農業[2]